# Apterogyna lateritia
Apterogyna lateritia is een vliesvleugelig insect uit de familie van de Bradynobaenidae. De wetenschappelijke naam van de soort is voor het eerst geldig gepubliceerd in 1890 door Morawitz.